# 義永寺泥塑觀音大佛
義永寺-泥塑觀音大佛，為位於臺灣高雄市建興三巷一號的義永寺泥塑觀音大佛，於2023年9月被指定為高雄市一般古物，列為高雄市文化資產。

## 歷史背景
義永寺大殿的泥塑觀音大佛。其歷史可追溯至1972年，為著名泥塑匠師陳祿官及其子陳中和共同完成的作品。陳祿官師承福州派泥塑技藝，其作品分布於全台，尤其集中於大台北地區、宜蘭、新竹、台中與高雄，具有深遠的宗教與藝術影響。二戰後，由於台灣寺院多數損毀，需重塑佛像以延續信仰脈絡，因此1950年代起，陳祿官便致力於打造大型佛像，義永寺的觀音大佛像便是其晚期代表作之一，展現了地方信眾對佛教信仰的高度認同。

## 創作工藝與特色
義永寺泥塑觀音大佛長415cm、寬480cm、高591cm，據耆老回憶，開種法師將早年經營銀樓所得的黃金飾品熔成金箔，供於佛像的貼金與彩繪，使得這座泥塑作品更顯莊嚴華美。該觀音像呈跏趺坐姿，面容祥和，額有毫點，身著金漆長袍，胸口佩瓔珞，飾有紅綠寶石與鏡片。右手曲肘結法印，左手持淨瓶，姿態端莊威儀，坐於雙層蓮台之上，蓮台正面及側面刻有373位捐獻者名款，包括開種法師、李登輝、陳啟川等重要人物，體現了該佛像不僅是宗教藝術品，更是地方社會與文化的見證。

## 藝術價值與保存意義
本件屬陳祿官匠司晚期作品中尺寸最為巨大者，亦為臺灣少見之巨大佛像，其工藝技術與藝術價值具高度稀有性。不僅以其龐大體量與精細結構挑戰了當時匠師的技藝程度，亦因其製作材料與保存技術的特殊性而成為珍貴的文化資產。該佛像保存至今十分完整，充分展現福州派泥塑工藝的傳統技法，亦承載了台灣佛教藝術與地方文化記憶，對研究宗教藝術與地方信仰均具重要參考價值。